# ياسويو ياماغيشي
ياسويو ياماغيشي (山岸 靖代) (مواليد 28 نوفمبر 1979)، هي لاعبة كرة قدم كانت تلعب كمدافع. ولعبت مع منتخب اليابان لكرة القدم للسيدات.

## وصلات خارجية
- ياسويو ياماغيشي على موقع الاتحاد الدولي (مؤرشف)  (الإنجليزية)
- ياسويو ياماغيشي على موقع قاعدة بيانات كرة القدم.إي يو (الإنجليزية)
- ياسويو ياماغيشي على موقع Soccerway.com (الإنجليزية)
- ياسويو ياماغيشي على موقع عالم كرة القدم.نت (الإنجليزية)
- ياسويو ياماغيشي على موقع اللجنة الأولمبية الدولية (الإنجليزية)
- ياسويو ياماغيشي على موقع أوليمبيديا (الإنجليزية)